# بيت عواض (بني العوام)

تعديل مصدري - تعديل

بيت عواض هي إحدى قرى عزلة قطعة الصرابي بمديرية بني العوام التابعة لمحافظة حجة، بلغ تعداد سكانها 335 نسمة حسب تعداد اليمن لعام 2004.